# Traduceri ale Bibliei în limba română

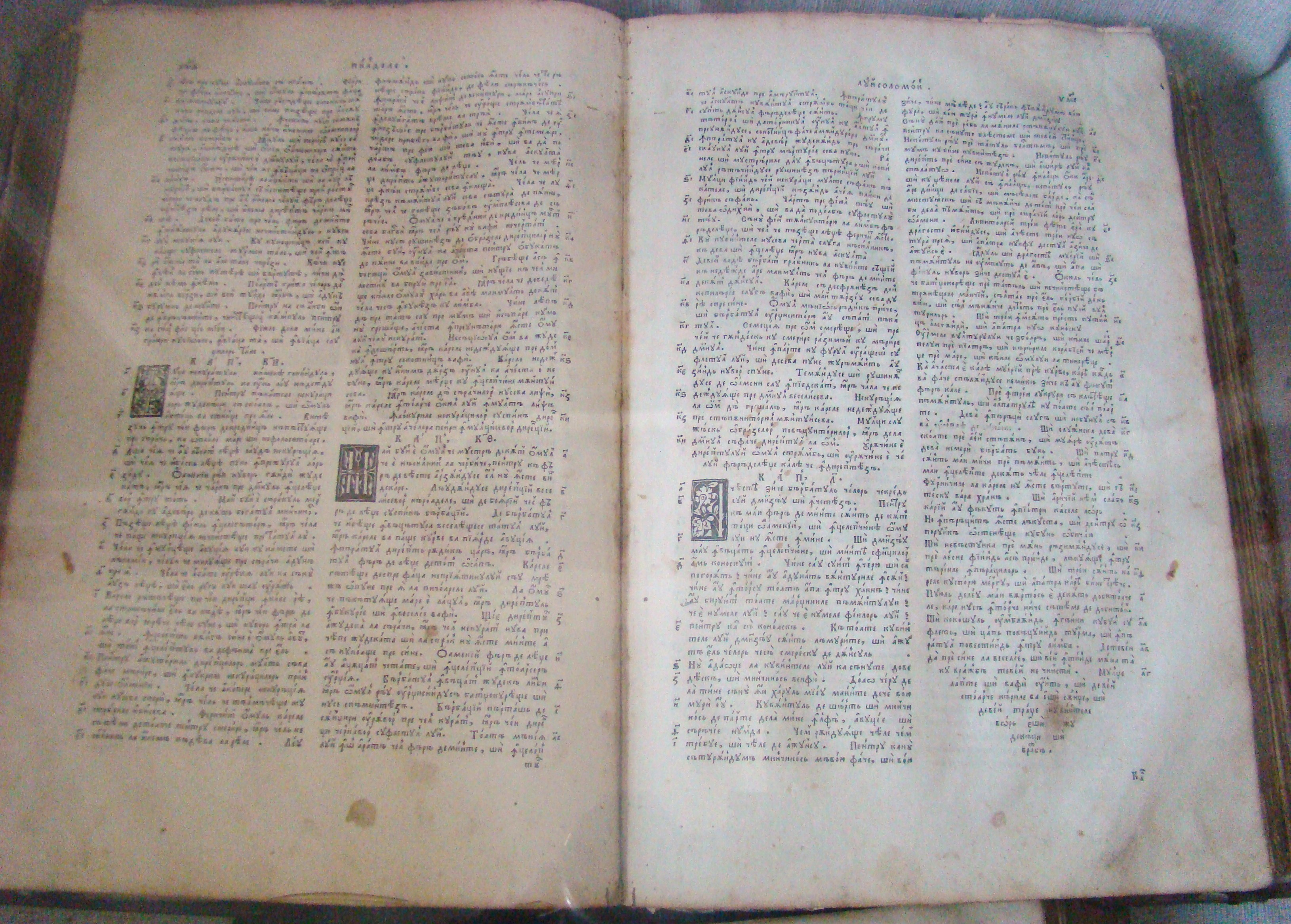
Biblia lui Șerban Cantacuzino

Prima traducere completă în limba română a Bibliei a fost făcută în 1688 (cunoscută sub numele Biblia de la București) de către Radu Greceanu și Șerban Greceanu  și cu ajutorul lui Șerban Cantacuzino și Constantin Brâncoveanu. 
Înainte de frații Greceanu, au fost făcute traduceri parțiale, cum ar fi Evanghelia slavo-română (1551), Evanghelia lui Coresi (1561), Cartea Psalmilor de la Brașov (1570), Palia de la Orăștie (1582), Noul Testament, tipărit la Bălgrad, adică la Alba Iulia, în 1648). 
Au urmat Biblia lui Petru Pavel Aron (1760-1761), Biblia de la Blaj (1795), tradusă de Samuil Micu și altele. 
Două traduceri principale sunt utilizate în prezent în limba română. Biserica Ortodoxă Română folosește versiunea Biblia Sinodală, traducerea standard a Bibliei Ortodoxe Române, publicată cu binecuvântarea Patriarhului Teoctist. Cultele protestante folosesc în principal traducerea lui Dumitru Cornilescu publicată pentru prima dată în 1921, deși nici folosirea unor traduceri mai vechi nu e de neglijat. În 1989 a apărut Biblia Cornilescu Revizuită, această ediție a încercat să fie cât mai aproape de manuscrisele originale, formale gramaticale fiind corectate și adaptate în funcție de evoluția limbii române moderne.  
În anul 2013, doi preoți romano-catolici, Pr. Prof. Eduard Patrașcu și Pr. Prof. Alois Bulai, au realizat o traducere modernă: Biblia de la Iași.

#### Primii traducători
- Coresi
- Nicolae Milescu Spătarul, între anii 1661–1668, efectuează prima traducere integrală în limba română a Vechiului Testament, având ca sursă principală textul grecesc din Septuaginta, apărută la Frankfurt, în 1597.
- Radu Greceanu, 1688
- Șerban Greceanu, 1688
- Petru Pavel Aron, 1760-1761; traducerea Vulgatei a rămas în manuscris până în anul 2005.
- Samuil Micu, Biblia, adecă Dumnezeiasca Scriptură a Legii Vechi și a ceii Noao, 1795
- Timotei Cipariu a fost primul care a tradus Biblia, în întregime, din limba ebraică în limba română (în secolul al XIX-lea).

#### Traducători în limba română modernă
- Dumitru Cornilescu;
- Gala Galaction, prozator și teolog român;
- Vasile Radu, preot, teolog și profesor;
- Nicodim Munteanu, patriarh al Bisericii Ortodoxe Române;
- Valeriu Anania, arhiepiscop al Vadului, Feleacului și Clujului, mitropolit;
- Cristian Bădiliță, eseist și teolog;
- Emil Pascal, preot, traducător al Noului Testament;
- Biblia de la Iași, tradusă de Alois Bulai și Eduard Patrașcu; lansarea la 28 iunie 2013;[1]
- Colectiv baptist de licențiați ai Universității „Emanuel” din Oradea coordonat de James L. Courter, au elaborat Noua Traducere în Limba Română;
- Șlomo Sorin Rosen, Tora și Haftatot[2], ediție bilingvă ebraică - română; traducere, transliterare și adnotări după surse iudaice, 2022, reeditare în 2023 și ediție revizuită în 2024.